# Салават Юлаев (дворец спорта)
Уфимский дворец спорта (баш. Өфө спорт һарайы) — ледовый дворец спорта города Уфы, до августа 2007 года — домашняя арена российского хоккейного клуба «Салават Юлаев». С сентября 2009 года является официальной домашней ареной клуба Толпар, выступающего в Молодёжной хоккейной лиге.. С сентября 2010 года является официальной домашней ареной клуба Агидель, выступающего в Чемпионате России по хоккею среди женских команд.
Самое крупное крытое спортивное сооружение в Башкортостане до открытия в 2007 году нового ледового дворца Уфа-Арена, первое спортсооружение в республике с искусственным льдом. Построено «Строительным трестом № 3» по заказу приборостроительного завода.

## История
Дворец спорта был открыт 28 октября 1967 года. Первый хоккейный матч во Дворце спорта состоялся 20 ноября 1967 года: ХК «Салават Юлаев» — «Торпедо» Усть-Каменогорск. Общая вместимость трибун на момент открытия Дворца составляла 3 949 человек.
В 1993 году к основному зданию пристроена вторая спортивная площадка с искусственным льдом и трибунами на 1 500 мест, надстроен второй этаж с теннисным кортом, заменено освещение, холодильное оборудование. На основной площадке установлены новые информационные табло.
В 2012 г. в ходе подготовки к Молодёжному чемпионату Мира 2013 года, проведена масштабная реконструкция Дворца спорта. В ходе работ проведена замена кровли, реконструирован фасад, установлены современные системы безопасности, вентиляции и кондиционирования, реконструирована ледовая площадка с оснащением современным оборудованием для трансляций и работы комментаторов. В ходе реконструкции вместимость Дворца уменьшилась с 3949 до 3501 зрителей, был демонтирован монумент из пяти переплетенных олимпийских колец,.

## Общая информация о стадионе
Дворец спорта имеет две хоккейные площадки 61х30 метров с искусственным льдом, зал тяжелой атлетики, стрелковый тир, а также легкоатлетическую дорожку с искусственным покрытием. Вместимость трибун на основной площадке — 3500 зрителей.
В настоящее время Дворец спорта соответствует стандартам Международной федерации хоккея. Применение современных технологий и материалов позволило достичь формата «тепло на трибунах — прохладно на льду».

## Крупнейшие спортивные мероприятия

### Прошедшие
- Розыгрыш Кубка СССР по фигурному катанию.
- Кубок СССР по боксу (1970).
- Финал летней Спартакиады народов СССР по спортивной гимнастике среди юношей и девушек (1971).
- Чемпионат СССР по вольной борьбе (июль 1974).
- Чемпионат СССР по спортивной гимнастике (апрель 1975).
- Международный хоккейный турнир на приз газеты «Советский спорт» (1978).
- Юношеский чемпионат Европы по хоккею (апрель 1996).
- Товарищеские матчи мужских волейбольных команд России и Японии (август 1997).
- Десять финальных турниров юношеских чемпионатов СССР и России по хоккею.
- Чемпионат мира по хоккею с шайбой среди молодёжных команд 2013.